# いたずらスチュワーデス!
『いたずらスチュワーデス!』は、フジテレビ系の90分ドラマ枠「月曜ドラマランド」にて放送されていたテレビドラマの一つである。サブタイトルは「お嬢様お手やわらかに―ソウルの休日―」。

## 放送時間
1985年5月6日月曜日19：30-20：54

## 概要
- まどかはスチュワーデスになるのが幼い頃からの夢。ところが両親を亡くしたまどかは高齢の祖父の会社を引き継ぎ、社長になる。諦めきれないまどかはスチュワーデスの研修に参加するのだが…。
- 随所にギャグが入っている。韓国の観光名所でロケを行っており、ご当地映画的な要素もある。後のスチュワーデス刑事の雰囲気があり、その主人公となる財前直見が出演している。

## 出演者
- 松本伊代　- まどか
- 三ツ木清隆　- 高木
- 芦川よしみ　- 山岸
- 藤尾美紀　- ひろみ
- 財前直見　- アキ子
- 早川保　- 岩川
- レオ・メンゲッティ　- ヒューズ
- 住吉正博　- 東田
- 久遠利三　-重役
- 大村千吉　- 運転手
- 小松政夫　- 伊地知
- 入川保則　-田所
- 塩沢とき　- 鷹子
- 神田紅　- みどり
- 大川直子　- うめ
- 宮川せい六　- 重役
- 伊藤彰洋　- 社員
- 鎌田光一　- 植木屋さん
- 玉井節三　- ソバ屋さん
- 松中康　- 社員
- 菅原裕謹　- 社員
- 井上知子　- 仲居さん
- 青木とみ枝　- 女子社員
- 真昼風子　- やよい
- 竹内都子　- 小菊
- 内田朝雄　- 九朗衛門
- 朝丘雪路　- 時子
  - オフィスなからい

### 主題歌・挿入歌
- 主題歌：「あなたに帰りたい」（詞：売野雅勇、曲：筒美京平、編曲：中村哲、唄：松本伊代 Victor）
- 挿入歌「J・ジェイ」（詞・曲：季世建、編曲：川口真、訳詞：佐藤純子、唄：ミン・ヘイギョン[1]）

## スタッフ
- 脚本：奥津啓治
- 音楽：佐々永治
- 技術：佐々木俊幸
- 撮影：木村祐一郎
- 映像：深沢武
- 照明：菊池護
- 音声：国沢藤一
- VTR編集：飯塚守
- 音効：塚田益章
- 美術製作：志村文男
- デザイン：深井保夫
- 美術進行：長瀬正典、保戸田功
- 装置：三橋昌夫
- 装飾：大橋軍次
- 衣装：竹林正人
- メイク：落合朋子
- 衣装協力：BASSO、JJSOIR、鈴乃屋、ハナムラ
- ロケ協力：大韓航空、韓国文化院、ホテルロッテ
- 韓国コーディネーター：安原相国、金新
- 製作協力：（株）ボンド
- 演出補：鈴木雅之
- 記録：岩村真美
- 製作補：石田義一
- 製作担当プロデューサー：塩沢浩二
- 企画：久保田榮一、石川泰平、宅間秋史
- プロデューサー：大黒章弘、福本義人、若松節朗
- 演出：福本義人
- 製作：フジテレビ、テレパック